# Мост Красного Курсанта
Мост Красного Курсанта — автодорожный железобетонный рамно-подвесной мост через Ждановку в Петроградском районе Санкт-Петербурга, соединяет Петроградский и Петровский острова.

## Расположение
Соединяет Петровский проспект со Ждановской набережной.
Выше по течению находится Ждановский мост, ниже — 4-й Ждановский мост.
Ближайшая станция метрополитена — «Спортивная».

## Название
Первоначально, с 1829 года, мост назывался Старым Петровским, с 1876 до 1889 — Средним Петровским. В 1889 мост стал называться Кадетским, по расположенному рядом зданию Петербургского 2-го Кадетского корпуса (в настоящее время — Военно-космическая академия имени А. Ф. Можайского). Существующее название мост получил 21 июня 1930 года, по одноимённой улице.

## История
Первый деревянный мост появился в начале XIX века. Он находился в 420 м ниже по течению и соединял Петровский проспект с Петровским переулком. В 1836 году мост был перестроен в пятипролётный на современном месте. Средний судоходный пролёт был перекрыт деревянными составными прогонами на колодках. Длина моста составляла 60,7 м, ширина – 14,4 м. Он неоднократно ремонтировался в дереве с сохранением подкосной конструкции: в 1875, 1891, 1909 годах. В 1903 году длина моста составляла 73,4 м, ширина — 10 м. В 1957 году из-за ветхого состояния мост был закрыт для движения транспорта.
Современный мост был построен в 1962 году по проекту инженеров В. В. Демченко, А. Д. Гутцайта и архитектора Л. А. Носкова. Строительство выполнено силами треста «Ленмостострой». Технические решения, применённые при строительстве моста, были также использованы при возведении Тучкова моста. Его пролёт перекрыт консольно-подвесным строением из предварительно напряжённого железобетона на железобетонных, облицованных гранитом, устоях. Длина моста 57 м, ширина 22 м.